# Joseph Churms
| 1701 Okavango | 6 luglio 1953 |
| 2025 Nortia   | 6 luglio 1953 |

Joseph Churms (16 maggio 1926 – Woodstock, 25 settembre 1994) è stato un astronomo sudafricano.

## Biografia
Ha svolto tutta la sua carriera, ad eccezione di una parentesi tra il 1953 e il 1957 per motivi personali, all'osservatorio astronomico del Sudafrica, entrandovi nel 1947 ed andando in pensione nel 1987. Il Minor Planet Center gli accredita la scoperta di due asteroidi, effettuate entrambe nel 1953. Fu inoltre uno dei coscopritori nel 1977 degli anelli di Urano, avendo osservato l'occultamento della stella SAO 158687.